# Junzi
Junzi ( 君子, Pinyin jūnzǐ, Japonais kunshi, « l'homme noble » ou « gentilhomme » en chinois, littéralement le fils d'un seigneur) désigne, dans le confucianisme, l'homme moralement bon qui pratique la vertu d'humanité (ren), ou du moins tend vers elle. Pour Confucius, c'est l'objectif que tous les hommes doivent avoir. Chaque personne doit s'efforcer de devenir cet « homme bon », cette personne supérieure. Le contraire du junzi est l'« l'homme de peu » (xiaoren).
Il faut noter la différence avec le Sage évoqué également par Confucius. Celui-ci désigne l'idéal qui n'est pas atteignable, contrairement au Junzi.
Le mot « junzi » est composé de jun, qui signifie seigneur et zi qui signifie fils. Le junzi est donc le fils du seigneur.